# 科連齊夫西克

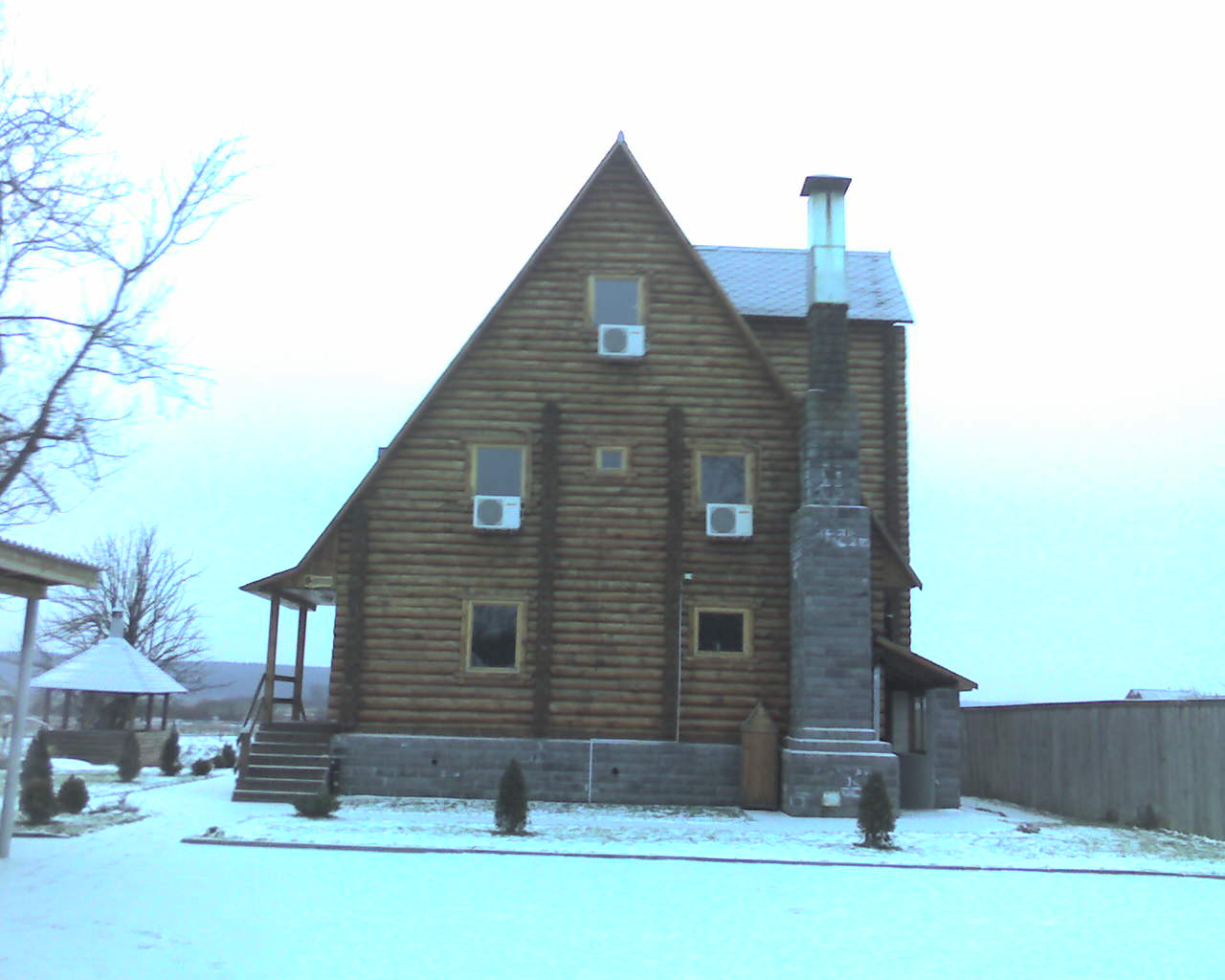

50°52′30″N 29°50′32″E / 50.87500°N 29.84222°E
科倫齊夫斯凱（烏克蘭語：Коленцівське）是位於烏克蘭北部的村莊，由基辅州维什霍罗德区的伊萬基夫市鎮負責管轄。該村處於捷捷列夫河畔，面積0.53平方公里，海拔高度115米，2001年人口45。